# Emivita (farmacologia)
L'emivita (t1/2) è un parametro farmacocinetico che indica il tempo richiesto per ridurre del 50% la concentrazione plasmatica di un farmaco.
In alcune reazioni chimiche, il tasso della reazione dipende dalla concentrazione di un particolare reagente; durante lo sviluppo della reazione, questa concentrazione diminuisce, causando una diminuzione conseguente del tasso di reazione. Si scopre così che il tempo in cui il tasso della reazione si dimezza è costante, se il reagente è di primo ordine, rispettivamente al tasso. Le reazioni catalizzate da enzimi per esempio ricadono in questa categoria. Il modello matematico di riferimento è quello del decadimento esponenziale.

## Emivita in un organismo
L'emivita, o tempo di dimezzamento di un farmaco, è inversamente proporzionale alla sua clearance (Cl) e direttamente proporzionale al suo volume di distribuzione (Vd) secondo la formula:
{\displaystyle t_{1/2}=0,7{\frac {V_{d}}{Cl}}}
dove la costante 0,7 è in realtà un'approssimazione del logaritmo naturale di 2 (in effetti, più in particolare {\displaystyle ln(2)=0,69...}).
La formula perciò mostra come con l'aumentare del volume di distribuzione si abbia un aumento dell'emivita del farmaco perché il farmaco si trova fuori dal compartimento plasmatico e non è disponibile per l'escrezione o per la metabolizzazione.
L'emivita è perciò un parametro fondamentale per la descrizione farmacocinetica di una molecola poiché indica il tempo necessario per il raggiungimento del 20-25% dello stato stazionario (steady-state), ma da solo può risultare fuorviante se non interpolato con altri valori farmacocinetici.
Lo stato stazionario si raggiunge, di solito, dopo 4 o 5 somministrazioni del farmaco fatte a una distanza di tempo l'una dall'altra pari all'emivita del farmaco stesso. Nel caso di farmaci a lunga emivita, per raggiungere più velocemente lo stato stazionario, si è soliti procedere con una prima dose d'attacco più alta seguita dalle normali dosi di mantenimento.

## Variazione dell'emivita di un farmaco
Esistono stati patologici e situazioni cliniche che possono variare l'emivita di una sostanza (e quindi rendere necessario un aggiustamento del dosaggio): shock cardiogeno, insufficienza renale, insufficienza cardiaca ed emorragia riducono il flusso plasmatico renale. La variazione di farmaco che si lega all'albumina, causato dall'utilizzo di un secondo farmaco, può variare il Vd del primo farmaco e perciò variarne l'emivita. La variazione della velocità di metabolizzazione, causata per esempio da stati patologici del fegato, può variare il tempo di dimezzamento del farmaco.